# Hugo Přibram
Hugo Přibram (auch Pribram; * 4. Januar 1881 in Prag, Österreich-Ungarn; † 11. Mai 1943 im KZ Theresienstadt) war ein österreichischer Arzt und Pathologe. Er ist Mitglied der Medizinerfamilie Pribram.

## Leben
Přibram studierte Medizin in Prag und promovierte dort 1905 zum Dr. med. Danach wurde er Assistent an der Charité  in Berlin sowie in der chemischen Abteilung des dortigen Pathologischen Instituts. Nach einigen Jahren kehrte er an die Universität Prag als Assistent zurück, habilitierte sich dort 1912 und wurde im gleichen Jahr Privatdozent für spezielle Pathologie und Therapie innerer Krankheiten. 1929 wurde er außerordentlicher Professor in Prag. Sein wissenschaftliches Spezialgebiet war die Erforschung durch Stoffwechselstörungen verursachter Nierenkrankheiten.

## Verfolgung und Tod
Přibram wurde am 20. November 1942 aus Prag nach Theresienstadt in das Konzentrationslager deportiert. Dort wurde er am 11. Mai oder 19. Mai 1943 ermordet.

## Werke
- Richtlinien der Krankenuntersuchung, Berlin u. Breslau 1923
- Einführung in die Theorie und Praxis der Therapie innerer Krankheiten, Wien 1925